# Willughbeia edulis
Willughbeia edulis är en oleanderväxtart som beskrevs av William Roxburgh. Willughbeia edulis ingår i släktet Willughbeia och familjen oleanderväxter. Inga underarter finns listade i Catalogue of Life.